# 佛山南狮足球俱乐部
佛山南狮足球俱乐部，是一家位于中国广东省佛山市的足球俱乐部。目前是中国足球甲级联赛的参赛球队。

## 历史
俱乐部的前身东莞麻涌融易足球队成立于2016年，是广东融易创新投资集团有限公司与麻涌镇体育协会青少年足球共建球队。2017年，广东融易足球俱乐部成立。2018年，东莞麻涌融易参加广东省足球协会联赛，最后夺得联赛冠军。
2019年7月4日，俱乐部被湖南良和堂房地产收购，更名为广东良和堂足球俱乐部。2020年，俱乐部获中冠联赛冠军并最终通过中乙联赛准入，参加职业联赛。
2021年1月11日更名东莞莞联足球俱乐部。2023年，俱乐部递补参加中甲联赛。赛季后半段主场迁往佛山南海体育中心。
2024赛季起，更名为佛山南狮足球俱乐部。